# Duży gończy gaskoński
Duży gończy gaskoński – francuska rasa długonożnych psów gończych. Według klasyfikacji FCI rasa ta zaliczana jest do grupy psów gończych, posokowców i ras pokrewnych, a znajduje się w podsekcji dużych psów gończych.

## Rys historyczny
Według niektórych autorów kynologicznych (Hauck) przodkiem gończych gaskońskich był angielski southern hound, który był masywnym psem myśliwskim o łaciatym lub dorpiatym umaszczeniu. Rozpowszechniony w średniowieczu przez Anglików na terenie Gaskonii, stał się protoplastą także dla takich ras jak Grand Gascon Saintongeois, czy Ariégeois. Zachowane opisy autorstwa hrabiego Couteulx prezentują psy z Gaskonii jako "najlepiej polujące na wilki, o doskonałym węchu, odwadze i wytrwałości, jednak o zbytniej powolności". Podczas Rewolucji francuskiej liczba psów gończych tej rasy mocno spadła, a ponowne odtworzenie hodowli odbyło się dzięki baronowi "de Ruble" z Blanquefort. Do własnej linii gończych gaskońskich baron użył czysto rasowe, zachowane gaskończyki oraz Grand Gascon Saintongeois. Duży gończy gaskoński trafiając do Ameryki miał duży wpływ na powstanie takiej rasy jak coonhound.

## Wygląd ogólny
Duży gończy gaskoński cechuje się umaszczeniem dropiatym, jest podpalany biało-płowym dereszem, na głowie widoczna wyrazista strzała.

## Zachowanie i charakter
Psy są łagodne, cierpliwe. Mają mało wymagającą, pozbawioną podszerstka okrywę włosową. Jako pies myśliwski-pracujący o silnym instynkcie łowieckim, potrzebuje dużo ruchu i przestrzeni. 